# Shalden
Shalden – wieś w Anglii, w hrabstwie Hampshire, w dystrykcie East Hampshire. Leży 29 km na północny wschód od miasta Winchester i 72 km na południowy zachód od Londynu.